# Gerda Steiner (Schauspielerin)

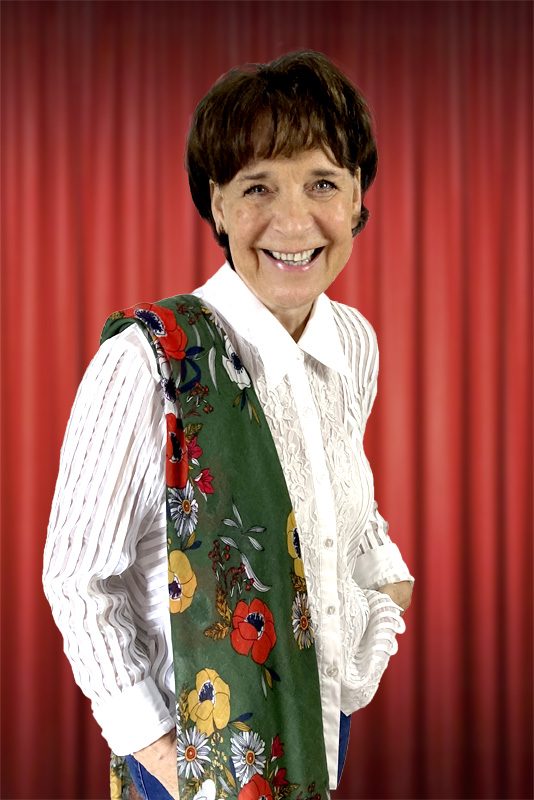
Gerda Steiner (2023)

Gerda Steiner (* 27. März 1953 in München) ist eine deutsche Theaterintendantin, Volksschauspielerin, Moderatorin und Sängerin.

## Leben
Gerda Steiner ist die Tochter der Schauspieler Peter Steiner (1927–2008) und Gerda Steiner-Paltzer (1933–2020), ihr jüngerer Bruder Peter (1960–2016) war ebenfalls Schauspieler.
Gerda Steiner steht seit ihrem 15. Lebensjahr auf der Bühne. Nach Schauspiel- und Gesangsunterricht spielte sie u. a. bei der Lore-Bronner-Bühne in München, im Traditionshaus „Theater am Platzl“ und bei diversen Tournee-Theatern. Es folgten Rollen im Komödienstadel und in verschiedenen TV-Produktionen wie Tatort und Polizeiinspektion 1.

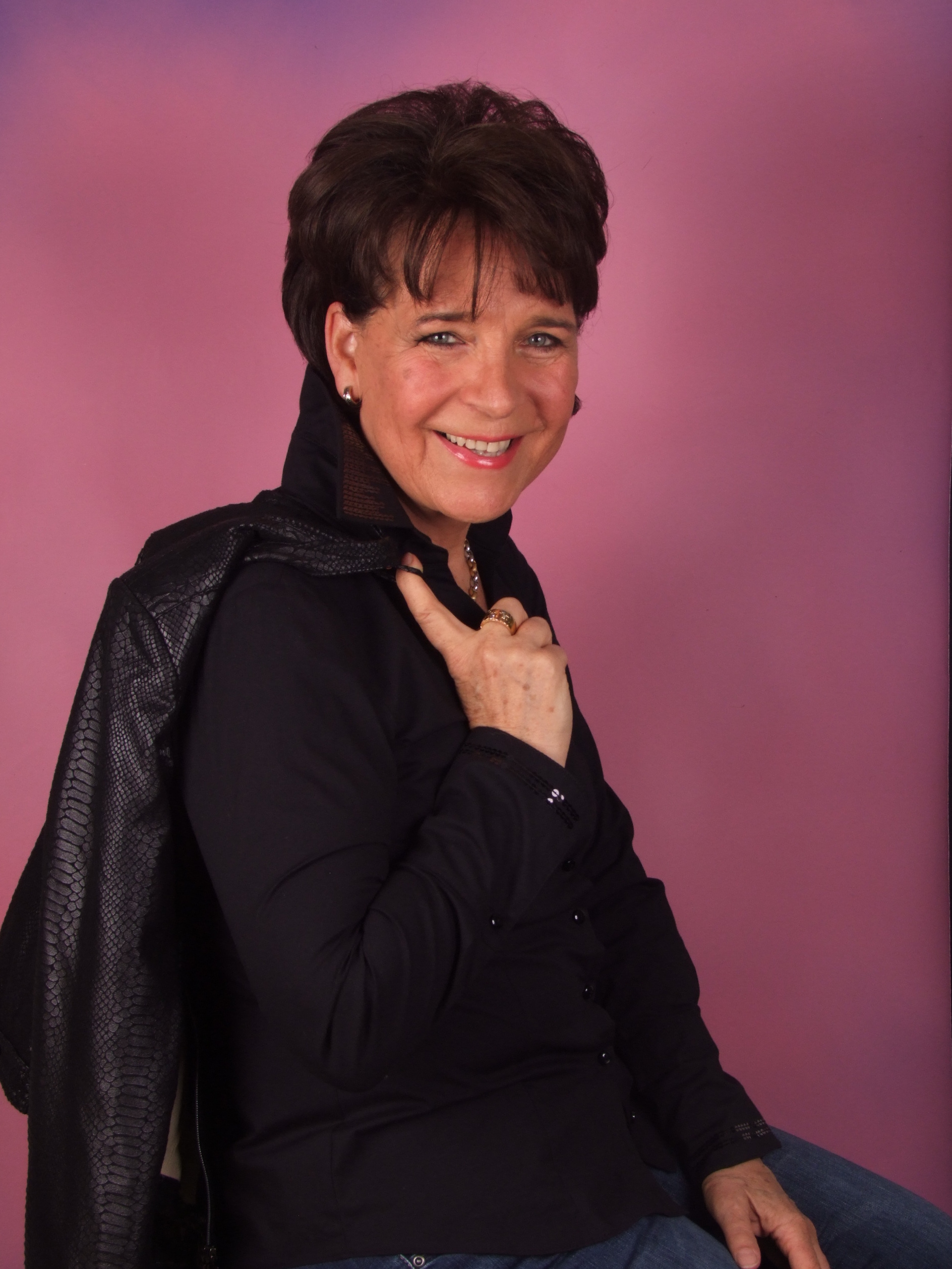
Gerda Steiner (2017)

Popularität erlangte sie in den 1980er und 1990er Jahren vor allem bei Theater-Tourneen und Fernseh-Aufzeichnungen mit Peter Steiners Theaterstadl. Besondere Beliebtheit erreichte sie dabei in mehreren Stücken als „naives Mädchen vom Lande“. Aufgrund des Erfolgs besetzte sie dieses Rollenfach auch in der RTL-Serie Zum Stanglwirt. Gemeinsam mit ihrem Bühnenpartner Erich Seyfried avancierte sie in beiden Formaten zum humoristischen Publikumsliebling.
2017 und 2018 war Gerda Steiner als Producerin von Rock‘n’Roll im Abendrot und Odel verpflichtet für die BR-Sendereihe Der Komödienstadel, sowie für das Stück Hotel Mama im Rahmen der Heimatbühne des BR tätig.
Bereits 1985 übertrug ihr Vater Peter Steiner ihr die Leitung des Theaterstadls. Seit 2012 – ab 2014 als Steiners Theater – die bayerische Komödie – gastiert sie mit ihrem Ensemble und namhaften Kollegen wie Christiane Blumhoff oder Hans-Jürgen Bäumler auf zahlreichen Bühnen im deutschsprachigen Raum.
1992 übernahm sie gemeinsam mit ihrem Vater die Moderation der RTL-Sendung Die Heimatmelodie, in der sie Musiker der volkstümlichen Branche, deutschsprachige Künstler wie Freddy Quinn und Dieter Thomas Heck, aber auch internationale Stars wie Andrea Bocelli begrüßte. Zwischen den Musikbeiträgen sorgte sie mit ihren Gästen in kleinen Sketchen für humoristische Szenen. Auch auf Konzert-Tour präsentierte sie musikalische Programme, ähnlich ihrer TV-Sendung. Seit 2021 präsentiert sie die Sendereihe Heimat, Hits & Gute Laune im Deutschen Musik Fernsehen. Unterwegs in Deutschland werden darin Land und Leute vorgestellt, sowie Interviews mit Künstlern und Kollegen geführt.
In den 1970er Jahren erschienen erste musikalische Veröffentlichungen von Gerda Steiner. Durch die Übernahme der Heimatmelodie in den 1990er Jahren entstanden für die TV-Show mehrere Duette mit Vater Peter. Diese Aufnahmen wurden 1993 und 1994 auf CD und MC veröffentlicht. Ihre erste Solo-CD Neue Wege erschien 2012.
Gerda Steiner ist Mutter eines Sohnes.

## Theater-Produktionen (Auswahl)
- 2003: Alter schützt vor Torheit nicht
- 2003: Die beiden Lügner
- 2003: Die Bauerninvasion
- 2004: Der ewige Junggeselle
- 2005: Das verflixte Muttermal
- 2006: Liebe und Diebe am Moserhof
- 2006: Die Doppelväter
- 2007: Die verzwickte Liebesbeichte
- 2008: Die verbotene Liab
- 2009: Das Wundertrankerl
- 2009: Wo die Liebe hinfällt
- 2012: Geld, Gift und Hormone
- 2013: Dumm gelaufen
- 2014: Das ist mein Bett!
- 2015: Unbekannt verzogen
- 2016: Verwandte und andere Betrüger

## TV-Produktionen

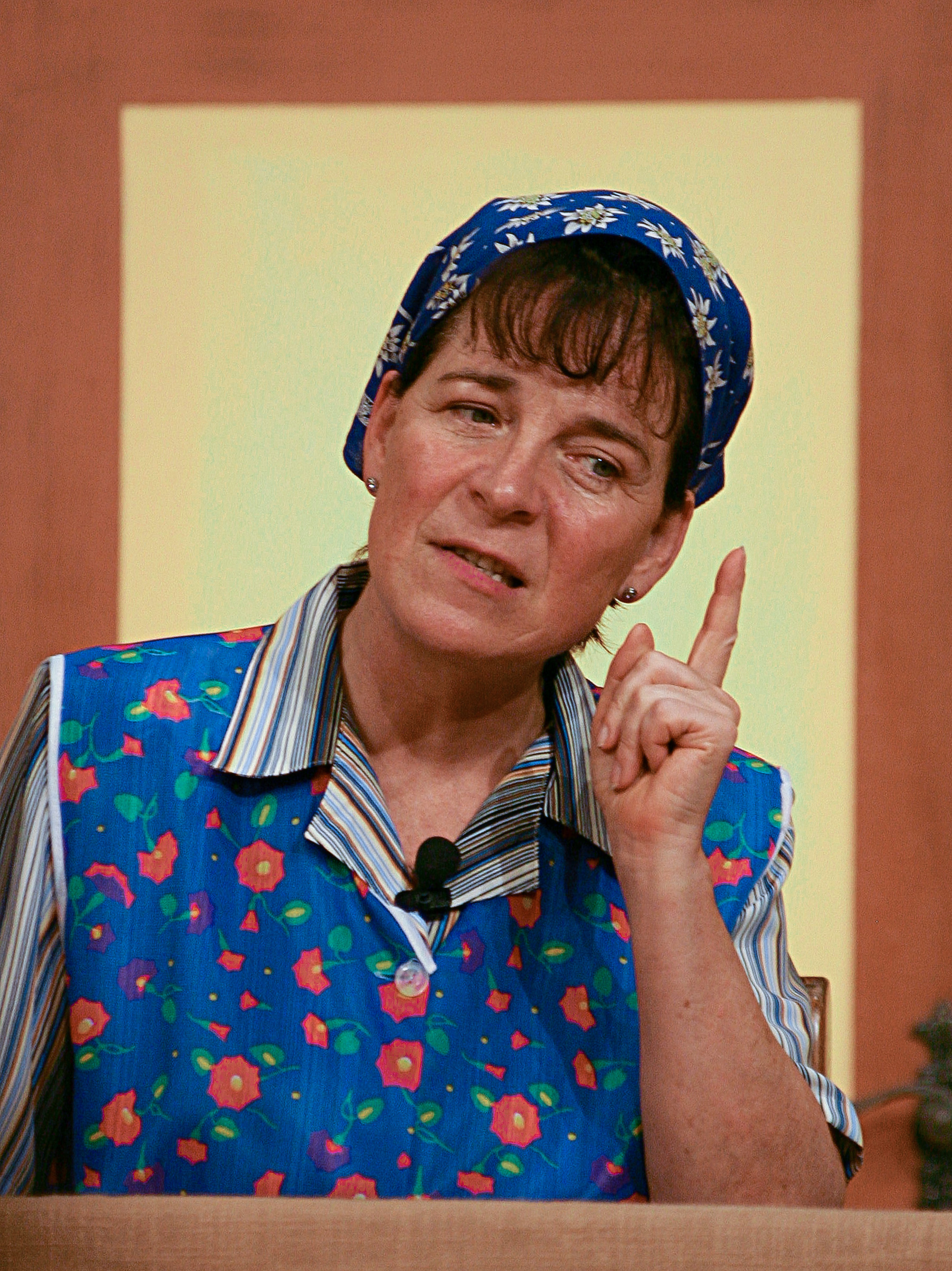
Gerda Steiner in Peter Steiners Theaterstadl als Steffi Moser in „Eine verzwickte Liebesbeichte“, 2007

### Reihen & Serien
- 1979: Der Bürgermeister (2 Folgen)
- 1981: Polizeiinspektion 1 – Große Scheine
- 1981: Tatort – Im Fadenkreuz
- 1982: Der Komödienstadel – Die Tochter des Bombardon
- 1984: Der Komödienstadel – Liebe und Blechschaden
- 1986–2010: Peter Steiners Theaterstadl (Fernsehreihe, 112 Theaterstücke)
- 1993–1995: Zum Stanglwirt (Fernsehserie, 41 Folgen)
- 2012: Sturm der Liebe (Soap; Folge 1687)
- 2017: Der Komödienstadel – Rock‘n’Roll im Abendrot (Producerin)
- 2018: Der Komödienstadel – Odel verpflichtet (Producerin)
- 2018: Heimatbühne – Hotel Mama (Producerin)

### Moderationen
- 1992 bis 1994: Die Heimatmelodie & Heimatmelodie unterwegs (RTL)
- 1995 und 1996: Steiners Musikantenparade (SAT.1)
- 1996: Bei Steiners (Super RTL)
- 1997: Steiners Sketchparade – Lachen ist die beste Medizin (Super RTL, 4 Folgen)
- 2021: Heimat, Hits & Gute Laune (Deutsches Musik Fernsehen)

### Gastauftritte (Auswahl)
- 1994: Musikantenstadl
- 1996: Dalli Dalli (ZDF)
- 1996: Die Versteckte Kamera (ZDF)
- 2003: Bei Hübner – Interview mit Gerda und Peter Steiner (Goldstar TV)
- 2007: Musikantenstadl
- 2012: West ART – Schluss mit dem Theater! (WDR-Talkshow)
- 2013: Bei uns zu Gast: Gerda Steiner (Heimatkanal)
- 2018: Lebenslinien: Christiane Blumhoff, Mehr als Komödie (BR)
- 2020: Das grosse Jubiläum, Interview, (Deutsches Musik Fernsehen)
- 2021: Schlager-Spaß mit Andy Borg (SWR)

## Kino-Produktionen
- 1974: Liebesgrüße aus der Lederhose 2. Teil: Zwei Kumpel auf der Alm (Gastauftritt als Ansagerin)

## CD-Produktionen
- 1993: Lachen macht das Leben schön
- 1994: Genau wie im richtigen Leben
- 1998: Heut’ wird g’feiert
- 2012: Neue Wege

## Auszeichnungen
- Krone der Volksmusik – Sparte „Beste Moderation“
- Das Goldene Kabel in Silber für „Peter Steiners Theaterstadl“
- Hermann-Löns-Medaille in Bronze – Sparte „Moderation“